# San Patricio del Chañar
San Patricio del Chañar es una localidad del departamento Añelo, provincia del Neuquén, Patagonia argentina, ubicada a 45 km al norte de la capital provincial Neuquén y a la vera del río Neuquén.
La localidad es reconocida por sus bodegas, y por la calidad de los vinos que estas producen.
Conforma junto a las localidades de Centenario, Vista Alegre, Neuquén, Plottier, Plaza Huincul, Villa El Chocón y el Lago Los Barreales la denominada "Ruta del vino, manzanas y dinosaurios".

## Toponimia
El nombre original del lugar es Tratayén.
San Patricio del Chañar toma dos nombres que provienen de la historia de su tierra y los hombres que la transformaron. San Patrizio es el santo co-protector de Campofilone, localidad de la Provincia de Fermo en la región de las Marcas en la Italia central, en la que vivió la familia Gasparri, pionera de esta localidad. Chañar es el nombre con el que se conoció al paraje en la época de los fortines, por la existencia de esta especie arbórea (nombre quichua de la Geoffroea decorticans, árbol espinoso con propiedades medicinales, de madera medianamente dura) que, por un raro capricho de la naturaleza y sin que el suelo sea apto para él, no se encuentra en la zona. San Patricio del Chañar es una localidad ubicada en la provincia de Neuquén, es considerada el epicentro de la industria del vino neuquina.

## Historia
Los primeros datos de la localidad se remontan a un posible mangrullo y posta, con pequeña empalizada y rancho para resguardo de pocos uniformados. Estos datos figuran en plano y documentación de la mensura que practicaron Encina, Moreno y Cía. por cuenta del gobierno nacional en 1881-1882 (cuando hicieron esta mensura lo vieron desde el lado neuquino es decir, río por medio).
Estos trabajos, dice Juan Mario Raone, citan al "Mangrullo Chañar, del Fortín Chañar" (Fortines III – 1969). Sin duda fue lugar de paso obligado desde la campaña de 1879 de Julio A. Roca, tanto para militares como para misioneros salesianos, proveedores y nativos por la rastrillada de Paso de Indios. Junto con los Fortines de Coronel Vidal al norte y Tratayen al oeste, conformaban la línea de defensa ante los malones del entonces Cacique Manuel Namuncurá (Mamún Curá: "Garrón de Piedra"). Recordemos que su hijo Ceferino quien tuvo una educación católica, se transformaría con el tiempo en un ícono religioso para las poblaciones del Valle de Río Negro, y luego para todo el país.
El "Mangrullo Chañar del ex Fortín Chañar" era el que seguía luego de Fortín Vidal, hacia el norte neuquino, rastrillada que era muy usada hacia el año 1883. En el recorrido, preferiblemente a orillas de los ríos, el gobierno había escalonado una serie de pequeñas fortalezas o fortines que no eran más que construcciones primitivas, como ranchos de paja y adobe (ladrillos de barro secados al sol).
Otros importantes antecedentes se pueden conseguir en el viaje realizado por Don Gabriel Carrazco. Era inspector de gobernaciones del Ministerio del Interior y en 1902 viajó en tren desde Buenos Aires a Neuquén, y desde allí a Chos Malal produciendo notable informe al ministro que luego transformó en libro. Muy observador y con prosa simple y precisa, detalla las etapas de su viaje en sulky ("un cochecito sin toldo, 16 mulas, 4 caballos y compañeros ocasionales…"). Al describir el itinerario previamente al relato propiamente dicho, lo hace incluyendo las distancias en leguas: " … de Neuquén a la Picasa, ranchos en que se encuentra carne: 4; de Picasa a Vidal: 1; de Vidal a Chañar (chañares chicos) casa de Huerta, donde hay arboleda y comida (camino arenoso, poco pasto): 6; de Chañar a Punta de Sierra, donde hay sombra: 4."
También recoge información que "hace nueve meses que no llueve en Neuquén". La travesía la concretó en enero-febrero de 1902, debiendo soportar algunos días más de 40° de temperatura (llevaba termómetro para tomar las mediciones).
Concretamente en la parte que interesa en la zona dice: " … llegamos a los Chañares Chicos, donde reside el vecino Huerta. Unos hermosos sauces que crecen bajo la benéfica influencia del agua cercana, nos brinda fresca sombra… allí hicimos la primera parada. Fuego, asador con la rama de un sauce, suculento asado a la mano y cuchillo, nadie se preocupa del vulgar tenedor, y una espléndida siesta". Y luego agrega: " … a las cinco de la tarde seguimos y cuatro horas después llegábamos a Tratayén, puesto de Basilio Toro, laborioso vecino encargado del transporte de la correspondencia. Había tres ranchos y una ramada. Bastos como almohada, mandiles de colchón y poncho de frezada. Pasamos la noche y al otro día seguimos rumbo a Añelo".
Luego de años perdidos en la historia sin documentar, podemos volver al camino a través de una mensura realizada por el Ing. Tressens, hacia 1913, en la colonia Tratayen, núcleo urbano que habría llegado a unas 20 manzanas. Presumiblemente la colonia desapareció en una gran crecida del Río Neuquén, ya que sus sistema de riego no contemplaba el control de caudales.
Según los registros, los primeros propietarios particulares de estas tierras fueron obreros que trabajaron en la construcción del Dique Ballester. Posteriormente una familia francesa de apellido Deutieux lo adquirió como inversión. En 1943, a raíz de una deuda, el Banco de la Nación remató la propiedad, que fue vendida en 340 mil pesos moneda nacional a una inmobiliaria de Buenos Aires que no le dio ningún aprovechamiento.
En 1966 un grupo de vecinos de Cinco Saltos adquirió El Chañar en ocho millones de pesos, pero (aparentemente por razones económicas) no llegaron más allá de la subdivisión del campo.
Entre abril y mayo de 1968 la firma Frigorífico Cipolletti S.A. adquirió las 20 mil hectáreas de tierra en monte bruto siendo el objetivo sistematizar con plantíos estos terrenos en tres etapas, obteniendo agua por medio de bocatomas sobre el río Neuquén. Tras estudios hechos por la empresa cordobesa Topoges se determinaron 8.400 hectáreas con dominio de riego gravitacional. En 1969 se iniciaron las obras de sistematización, regándose los primeros cultivos y plantaciones por bombeo desde el río Neuquén con tres bombas de 1000 m³/h cada una. Las primeras cosechas fueron de papas, de distintas variedades y excelente rinde, que se comercializaron durante varios años en la zona. Esta área piloto abarcó aproximadamente 500 hectáreas. Ya con la construcción de la primera bocatoma, en 1971, que permitió regar la primera etapa de 3068 ha, se da comienzo a la venta de parcelas totalmente plantadas, llave en mano, cuya superficie mínima era de 6 ha de acuerdo a la unidad económica establecida en la época. En el año 1973 se construyó la obra de la segunda bocatoma emplazada.

## Economía
San Patricio del Chañar actualmente se destaca por su producción de vinos finos, en especial la de vinos rosados logrados a través de tempranos cortes de cepajes de Malbec y Merlot.

A esto se añaden otros rubros económicos basados principalmente en la fruticultura merced a la creación de un oasis de riego y suelos y climas propicios, de este modo San Patricio del Chañar es sede de la Fiesta del pelón (a partir de pasas de duraznos y afines); fiesta que ocurre anualmente en la segunda semana de febrero. A esta se suma la Fiesta del Trabajador Rural que ocurre en tercera semana de febrero y luego la Fiesta Pre Baradero que ocurre anualmente en la tercera semana de diciembre, tales festivales son un atractivo para el turismo que tiene como añadido la práctica de pesca y deportes náuticos en la Represa y Dique Compensador Chañar, finalizados en 1980.
Anualmente, en la 2.ª semana de febrero.

## Población
Contó con 7,457 habitantes (Indec, 2010),lo que representó un incremento del 63,4% frente a los 5,063 habitantes (Indec, 2001) del censo anterior. La población se compuso de 3.883 varones y 3.574 mujeres, lo que arrojó un índice de masculinidad del 108.65%. En tanto, las viviendas pasaron de a ser 1.245 a 2.558.
Según el censo 2022 se conoció una población dentro del municipio de 10.888 habitantes y 4.238 viviendas.Estos datos convierten a la localidad en el municipio de primera categoría con menos población de la provincia. Además, el censo dio a conocer datos de su composición poblacional (4672 hombres 4592 mujeres), población urbana sin población rural dispersa o localidades dispersas en el municipios (9264) densidad y área urbana.
| Gráfica de evolución demográfica de San Patricio del Chañar entre 1991 y 2022 |
|                                                                               |
| Fuente: Censos nacionales del INDEC                                           |

## Controversia limítrofe
San Patricio del Chañar se encuentra ubicada dentro del territorio que la provincia de Río Negro reclama como propio. En 1883 se fijó la línea limítrofe entre los entonces territorios nacionales del Neuquén y del Río Negro como prolongación de la línea que divide a La Pampa y Mendoza, llamada Meridiano X Oeste de Buenos Aires (68°15′ O). Debido a la mejora de los medios de medición, para 1966 Río Negro sostuvo que la línea debería correrse unos 12 kilómetros al oeste de la fijada en 1883 y reclamó una franja de terreno de unas 193.000 hectáreas con 110 km lineales. Neuquén rechazó el reclamo rionegrino aduciendo que no se podía ir modificando el límite cada vez que apareciera un nuevo adelanto para medir la ubicación del meridiano. En 1969, el gobierno del general Juan Carlos Onganía le dio la razón a Neuquén por el decreto ley N.º 18501, decreto que fue luego rechazado por Río Negro al haber sido hecho por un gobierno de facto. La Constitución de Río Negro expresa desde 1988 en su artículo 8 de las normas complementarias: Merecen especial consideración la reivindicación, deslinde y amojonamiento de los territorios afectados por la errónea traza del meridiano diez grados oeste de Buenos Aires (...) La Provincia desconoce expresamente la existencia de la denominada ley de facto No 18.501.

## Parroquias de la Iglesia católica en San Patricio del Chañar
| Diócesis  | Neuquén      |
| --------- | ------------ |
| Parroquia | San Patricio |